# Ricard Sala
Ricard Sala i Olivella (Barcelona 1927-2009). Fue escultor y catedrático de la Escuela de Bellas Artes de Sant Jordi de Barcelona, en la que ejerció el cargo de director desde 1971 a 1975. Es nombrado en 1977 académico correspondiente de la Real Academia de Bellas Artes de Santa Isabel de Hungría, de Sevilla.
A los catorce años entró como aprendiz en el taller del escultor Antonio Sagarra Colomer en el que permaneció cuatro años; durante este tiempo también recibió las enseñanzas del escultor Lorenzo Cairó. Acudió las clases de artes y oficios de Barcelona, ingresando después en la Escuela Superior de Bellas Artes de Sant Jordi, en la que ejercían como catedráticos de la misma los escultores : Jaume Otero, Enric Monjo, Vicente Navarro Romero, Federico Marés y los hermanos Llucià Oslé y Miquel Oslé. Al finalizar estos estudios se le concedió una Beca de la «Fundación Amigó Cuyás» para un viaje a París.

## Obra
Desde su primera exposición individual realizada en Barcelona en 1963, participó en otras muchas tanto individuales como colectivas por diversas ciudades españolas, siendo las más numerosas las realizadas en su ciudad natal. Sus obras de desnudo se clasifican inspiradas en el noucentismo catalán y siempre ha respetado el clasicismo en su elaboración. Ha practicado diversos temas escultóricos desde las maternidades al retrato, como encargos públicos para edificios o parques.

### Premios
- 1951: Obtiene su primera Mención de Honor en escultura en el concurso Premis Sant Jordi de la Diputación de Barcelona.
- 1954: Se le concede el segundo premio de escultura en los Concursos de los Festivales Wagnerianos del Ayuntamiento de Barcelona.
- 1957: Es premiado con la tercera medalla de escultura en la Exposición Nacional de Bellas Artes (Madrid).
- 1958: Premiado en la Exposición Iberoamericana de Numismática y Medallística.
- 1960: Es premiado con la Segunda Medalla de Escultura en la Exposición Nacional de Bellas Artes. Es premiado cinco veces en la Exposición Nacional de Otoño de la Real Academia de Santa Isabel de Hungría de Sevilla (1959, 1964, 1965, 1969 y 1971). En 1965 se le concede el Premio de honor de escultura y medalla de oro de dicho certamen.
- 1968: Se le concede el Premio Ciudad de Barcelona de Escultura.
- 1969: Es premiado en la II Bienal Internacional del Deporte en las Bellas Artes (Madrid).

### Museos y centros oficiales
- Museo numismático de Barcelona
- Museo de arte contemporáneo de Madrid
- Museo Nacional de escultura de Valladolid
- Ayuntamiento de Sevilla
- Cabildo Insular de Las Palmas de Gran Canaria
- Consejería de Presidencia de la Junta de Comunidades de Castilla-La Mancha
- Diputación de Barcelona